# Українське мовознавство
Українське мовознавство (україністика) — галузь мовознавства, що вивчає українську мову.
Українське мовознавство бере свій початок з лексикографічних практик, що сформувалися в часи Київської Русі. Одним з перших етапів розвитку були глоси — пояснення незрозумілих слів, здебільшого запозичених з інших мов, таких як грецька, старослов'янська, давньоєврейська. Глоси часто зустрічалися на полях рукописів або між рядками (інтерлінеарні глоси) й використовувалися для тлумачення термінів у стародавніх текстах. Цей процес почався ще в XI—XIII століттях і став основою для створення перших словників. Ці ранні форми лексикографічної роботи заклали підвалини для подальшого розвитку українського мовознавства.

## Українське мовознавство в XVI—XVIII ст

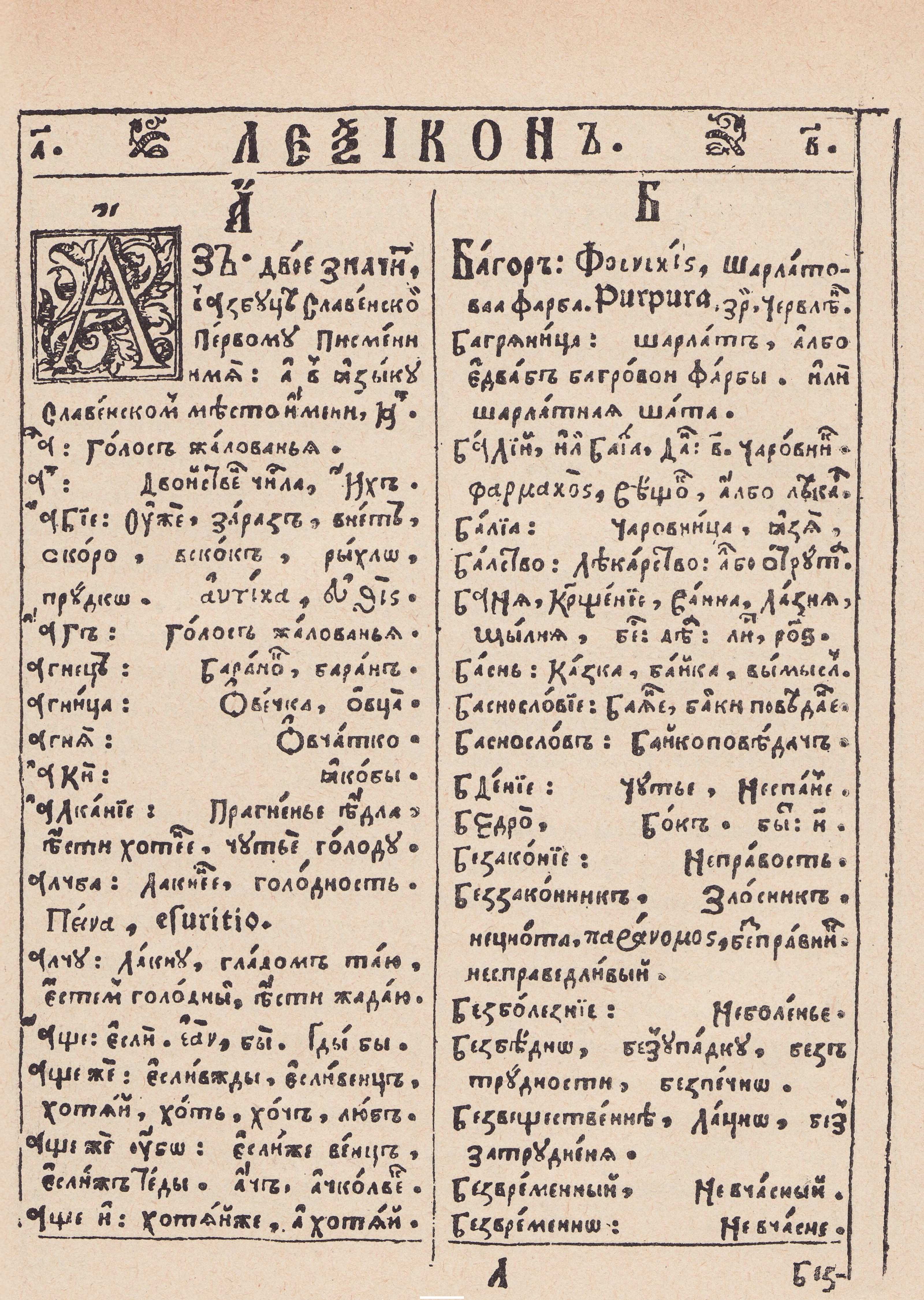
Перша сторінка одного з найдавніших словників української мови — «Лексіконъ славенорωсскїй и именъ Тлъкованїє» Памви Беринди

До другої половини XVI століття глоса була основним видом лексикографічної праці в Україні. У XVI—XVII століттях в Україні з'явилися перші праці, присвячені граматиці та лексикографії. У друкарні Івана Федорова були опубліковані його «Буквар» (1574), а також такі праці, як «Кграматика словеньска языка» (1586) та «Адельфотес. Грамматіка доброглаголиваго еллино-словенскаго языка…» (1591). У 1596 році побачили світ «Грамматіка словенска» та «Лексис…» Лаврентія Зизанія, в яких було започатковано українську граматичну термінологію.

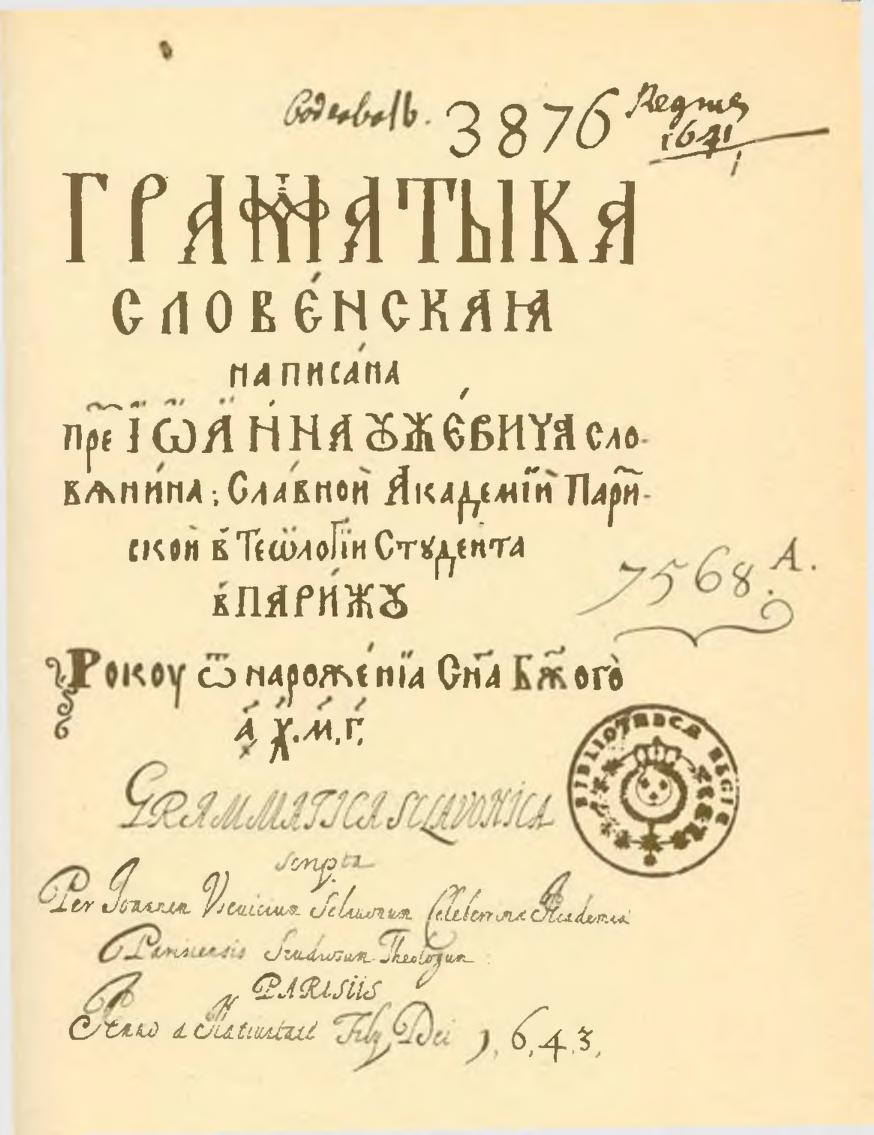
Іван Ужевич. Слов'янська граматика. Паризький рукопис, 1643

До найвизначніших здобутків українського мовознавства цього періоду належать «Грамматіки славєнския правилноє Синтаґма» Мелетія Смотрицького (1619) та «Лексіконъ славеноросскій и именъ тлъкованіє» Памва Беринди (1627). Основним об'єктом дослідження була «словенороська» мова, яка базувалася на старослов'янській. Водночас приділялася увага й староукраїнській літературній мові, про що свідчать перекладна частина «Лексікону…» Памва Беринди, рукописна «Грамматыка словенская» Івана Ужевича (1643, 1645 роки, латинською мовою), а також «Синоніма славеноросская» (XVII ст.) та інші праці.

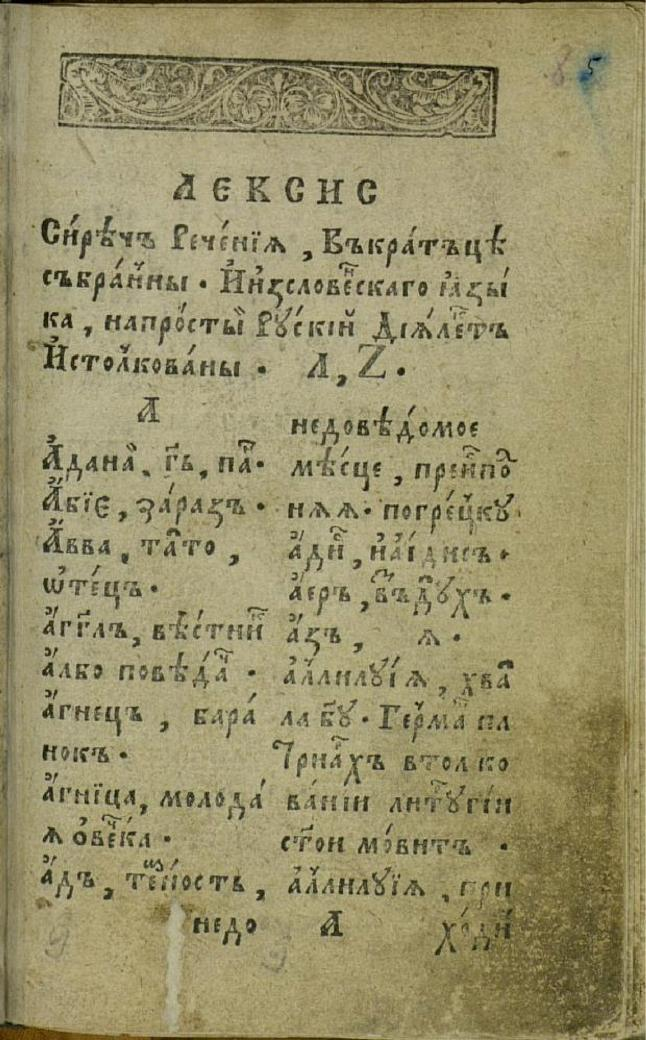
Лаврентій Зизаній. Лексис (1596)

Праці Мелетія Смотрицького і Памва Беринди використовувалися не лише в Україні, а й у Білорусі та Росії. Важливим внеском у розвиток української лексикографії стали роботи Єпіфанія Славинецького та Арсенія Корецького-Сатановського, які мешкали в Москві. Єпіфаній Славинецький створив «Філологический лексиконъ», що пояснював терміни Святого Письма, та словник «Книга Лѣксиконъ греко-славенолатинскій». Він також підготував латино-слов'янський та слов'яно-латинський словники, які широко переписувалися. Один зі списків слов'яно-латинського словника був доопрацьований Арсенієм Корецьким-Сатановським у 1650 році.

Титульна сторінка «Граматики слов'янської» видання 1619 року

Кінець XVII—XVIII століття, період, коли Україна опинилася під повним контролем Московської держави, був несприятливим для розвитку української філології, а також науки і культури загалом. У 1720 році царським указом було заборонено друкувати церковні книги мовою, відмінною від офіційно прийнятої в Московській державі. Водночас на західноукраїнських землях, які залишалися поза межами Російської імперії, продовжували розвиватися філологічні традиції, започатковані Мелетієм Смотрицьким. Зокрема, у 1788 році на Закарпатті була опублікована граматика Арсенія Коцака.

## Українське мовознавство у XIX столітті
У 20-х роках XIX століття в Західній Україні були створені важливі праці з граматики й мовознавства. Серед них — «Граматка языка славено-руского» Івана Могильницького (опублікована в 1910 році) та «Grammatica Slavo-Ruthena» («Граматика слов'яно-українська») Михайла Лучкая (1830), яка містила зразки закарпатських говірок української мови. Першою граматикою української розмовної мови стала «Грамматика малороссійскаго нарѣчія» О. П. Павловського, видана у 1818 році. У ній було розглянуто фонетичні та граматичні особливості української мови в порівнянні з російською, а також додано «Краткій малороссійскій словарь».

«Граматика малоросійського наріччя» О. Павловського, 1818 року.

Вагомий внесок у дослідження історії української мови зробили Михайло Максимович, Ізмаїл Срезневський і Петро Лавровський, які відстоювали її самобутність. Ізмаїл Срезневський у 1834 році зазначав, що українська (або малоруська) мова є самостійною, багатою й гнучкою, здатною дорівнятися до культурних мов світу за багатством синтаксису, поетичністю та музичністю.
Значний внесок у вивчення української мови зробив Олександр Потебня, який аргументував право кожного народу на власну мову та її розвиток. Павло Житецький у своїй праці «Очерк звуковой истории малорусского нарѣчія» (1876) здійснив систематичний аналіз історичної фонетики української мови та вивчав її літературну форму й мову фольклору. Основи української діалектології були закладені Костем Михальчуком.
У першій половині XIX століття з'явилися рукописні українські словники, серед яких найбільш значущим був словник Петра Білецького-Носенка, опублікований лише у 1966 році. Надалі видавалися друковані словники, зокрема «Словарь малорусского нарѣчія» Олександра Афанасьєва-Чужбинського (1855), «Опыт южнорусского словаря» Каленика Шейковського (1861—1886) та інші. Було видано і перекладні словники, такі як «Нѣмецко-руский словарь» (1866—1867) та «Малоруско-німецкий словар» Є. Желехівського й С. Недільського (1885—1886).
На Східній Україні розвиток мовознавства відбувався паралельно з піднесенням наукової уваги до української мови. У Західній Україні, зокрема в Галичині й Закарпатті, церковнослов'янську мову поступово замінювала народна. Тут створювалися підручники з української мови, зокрема роботи Івана Вагилевича (1845), О. Левицького (1849), Якова Головацького (1849) та Омеляна Огоновського (1889) та інші.
Українські мовознавці прагнули до створення єдиної літературної мови, беручи за основу мову письменників Наддніпрянщини. Їхні праці стали важливим внеском у національну культуру, зміцнюючи засади української літературної мови, яка перебувала під тиском царської заборони.

## Українське мовознавство у XX ст
Прогресивна російська інтелігенція підтримувала право української мови на вільний розвиток. Це підтверджує, зокрема, доповідна записка Петербурзької академії наук, підготовлена в 1905 році, яка закликала до скасування обмежень на українське друковане слово. Серед її авторів були відомі академіки О. Шахматов, Ф. Корш, член Російської Академії Наук П. Фортунатов та інші.
Граматичну систему української мови, а також історію її розвитку від найдавніших часів описав А. Кримський («Украинская грамматика», т. 1—2, 1907—1908). Найповнішою лексикографічною працею свого часу є «Словарь української мови» за редакцією Б. Грінченка (1907—1909).
Після розпаду Російської імперії у 1917 році та початку національного відродження в Україні розпочався новий етап в історії українського мовознавства, який пройшов через кілька важливих періодів.
В історії українського радянського мовознавства виділяють чотири періоди:
- I період (1917 — початок 30-х років). Характеризується активним дослідженням фонетики і граматики, історії й діалектології української мови, яскраво вираженим практичним спрямуванням мовознавчої науки;
- II період (30 — 40-ві роки). Період наступу на українізацію і репресивної політики ВКП (б) — КПРС, коли згорталися теоретичні дослідження і призупинилася практична робота;
- III період (50 — 60-ті роки). Характеризується намаганням оновити теорію мовознавства, увагою до розвитку граматичних досліджень, лексикографії та лінгвостилістики;
- IV період (70 — 80-ті роки). Відзначається не лише розвитком порівняльно-історичного мовознавства, а й творенням сумнівних прогнозів, що видавалися за соціолінгвістику.

## 1917— початок 1930-х років
У перший період було засновано «Інститут української наукової мови» Всеукраїнської академії наук (1921), створено кафедри української та інших мов у вищих навчальних закладах. Інтенсивно велися мовознавчі дослідження, укладалися перекладні й термінологічні словники, зокрема «Російсько-український словник» за редакцією А. Кримського (т. 1—3, 1924—1933). З'явилися підручники і посібники з української мови (М. Грунського і Г. Сабалдиря в 1920 р., О. Синявського в 1923 р., М. Наконечного в 1928 р.; за редакцією Л. Булаховського в 1929-30 рр.), з історії й діалектології («Нариси української мови та хрестоматія з пам'ятників письменської староукраїнщини XI—XVIII вв.») О. Шахматова й А. Кримського в 1922 р., «Нарис історії української мови» П. Бузука в 1927 р., «Курс історії українського язика» Є. Тимченка в 1927 р.). Розпочалась робота над укладанням «Історичного словника української мови» (вийшло два випуски першого тому в 1930 і 1932 роках). Видано десятки термінологічних словників.
Крім української, досліджують інші слов'янські мови, а також германські, романські, тюркські й арабську мови (помітним явищем не тільки в українському, а й у світовому мовознавстві є дослідження з орієнталістики А. Кримського).

## 1930-ті— 1940-ві роки
На початку 30-х років інтенсивний розвиток українського мовознавства було призупинено. Розпочалась боротьба офіційної комуністичної політики проти української мови й культури. Широкого масштабу досягли репресії щодо провідних діячів української науки, літератури, мистецтва. Безпідставно були репресовані В. Ганцов, М. Гладкий, О. Курило, С. Смеречинський, М. Сулима, К. Німчинов, О. Синявський, О. Ізюмов, М. Йогансен, Н. Малеча, Н. Солодкий, Б. Ткаченко, Г. Сабалдир, згодом А. Кримський та ін. Адміністративне насаджували марризм. Хто не поділяв маррівського вчення, отримував тавро «буржуазного мовознавця». Розгорнувся масовий пошук «помилок» у працях лінгвістів попередніх років. З'являються публікації з критикою мовознавців. Самі назви статей у журналі «Мовознавство» засвідчують жорстокий терор на лінгвістичній ниві: «Добити ворога» (С. Василевський), «Проти буржуазного націоналізму й фальсифікації» (Г. Сабалдир), «Націоналістичні перекручення в питаннях українського словотвору» (П. Горецький), «Національне шкідництво в синтаксисі сучасної української літературної мови» (П. Горецький, І. Кириченко), «Термінологічне шкідництво і його теоретичне коріння» (О. Фінкєль), «Націоналізм в етимології» (Н. Ліперовська). У 1934 р. опубліковано брошуру К. Німчинова «Проти націоналістичного шкідництва в синтаксисі української літературної мови». Серед авторів «викривальних» статей є й ті, хто згодом був репресований і розстріляний.
Автори замовлених і часом не зі своєї волі написаних статей вдавалися до далеко не наукової лексики і фразеології з явними ознаками стилю судового вироку. Так, С. Василевський у статті «Добити ворога» пише: «Кримський, Курило, Тимченко, Сулима та інші сумлінно виконували замовлення свого умираючого класу — буржуазії, […] за „чистою наукою“ Тимченка, Кримського та інших ховалися фашистські інтервенціоністські плани», а Г. Сабалдир у статті «Проти буржуазного націоналізму і фальсифікації» виносить такий присуд: «Нариси» С. Смеречинського — «твір ворожий, що його негайно треба з н и щ и т и, бо важко, мабуть, найти виразніший націоналістичний твір в українському мовознавстві […], де так чітко й войовниче сформульовано ідеї українського фашизму в мовознавстві». Ці статті не мають жодного стосунку до науки.
Серед нечисленних вартісних праць 30—40-х років можна назвати «Історію форм української мови» М. Грунського і П. Ковальова (1931), «Історичний коментарій до російської літературної мови» (1936) і «Російська літературна мова першої половини XIX ст.» (т. І, 1941) Л. Булаховського та «Вступ до мовознавства» М. Калиновича (1940). Власне наукові проблеми досліджували мовознавці, які опинилися в еміграції: Є. Онацький, П. Ковальов, Ю. Шевельов, І. Огієнко, В. Чапленко та ін.

## 1950-ті— 1960-ті роки
У 50-ті роки після дискусії щодо маррівського «нового вчення про мову» наступило деяке пожвавлення в українському мовознавстві. З'являються дослідження з порівняльно-історичного мовознавства. Помітним явищем став вихід двотомного «Курсу сучасної української мови» за редакцією Л. Булаховського (1951) та «Історичної граматики української мови» О. Безпалька, М. «Атлас української мови».
а, М. Жовтобрюха, С. Самійленка й І. Тараненка (1957) та двотомного «Курсу історії української літературної мови» (1958—1961).
У 60-ті роки XX ст. пожвавився інтерес до вивчення пам'яток української мови, зокрема було видано «Граматику» І. Ужевича, «Лексикон» П. Беринди, «Лексис» Л. Зизанія, лексикографічні праці Є. Славинецького, А. Корецького-Сатановського, «Словник української мови» П. Білецького-Носенка та ін. Ця робота тривала і в 70-ті роки.
Знаменними подіями в українській лексикографії було видання шеститомного «Українсько-російського словника» (1953—1963), тритомного «Російсько-українського словника» (1968), двотомного «Словника мови Т. Г. Шевченка» (1964).
На 50—60-ті роки припадає зародження української лінгвостилістики й інтенсивні дослідження діалектів української мови, що згодом вилилося в укладення «Атласу української мови».

## 1970-ті— 1980-ті роки
З хрущовською відлигою 60-х років посилилася увага мовознавців до культури української мови (з 1967 р. став виходити міжвідомчий збірник «Культура слова»), до нових напрямів дослідження мови (структурна і математична лінгвістика, пов'язана зі школою В. Перебийнос). У 60—80-ті роки активізувалося дослідження міжмовних контактів (Ю. Жлуктенко, В. Акуленко, В. Семчинський, О. Ткаченко), розвивається славістика (О. Мельничук, В. Русанівський), германістика і романістика (Ю. Жлуктенко, Б. Задорожний, Г. Почепцов, О. Чередниченко), досліджуються балтійські (А. Непокупний), тюркські (О. Гаркавець), фінно-угорські (П. Лизанець, О. Ткаченко) та інші мови, закладаються підвалини української акцентологічної школи (В. Скляренко, В. Винницький).
Важливими подіями в українському мовознавстві 70—80-х років є вихід «Словника української мови» в одинадцяти томах (1970—1980), «Етимологічного словника української мови» в семи томах (вийшло чотири томи, 1982,1985, 1989, 2003), «Атласу української мови» у трьох томах (1984, 1988, 2001), а також п'ятитомного курсу «Сучасна українська мова» (1969—1973), в якому узагальнено здобутки досліджень на той час усіх структурних рівнів української мови. Негативним моментом українського мовознавства цього періоду є псевдосоціолінгвістичні дослідження, в яких у час тотальної русифікації українського етносу і стрімкого звуження суспільних функцій української мови стверджувався її «нечуваний розквіт».

## Провідні мовознавці 1920— 1980 років
Найвидатнішими постатями українського мовознавства 20—80-х років є А. Кримський, М. Грунський, М. Калинович, Є. Тимченко, Л. Булаховський, О. Мельничук.
Агатангел Юхимович Кримський (1871—1942) — сходознавець, мовознавець, літературознавець, фольклорист, етнограф, історик, письменник і перекладач. У 1918 р. обраний академіком УАН. З 1921 до 1929 р. був директором Інституту української наукової мови. Володів майже 60 мовами. Опублікував до 1000 наукових праць, найголовнішими з яких є «Нарис з історії української мови», написаний у співавторстві з О. Шахматовим (1922, 1924), «Українська мова, звідкіля вона взялася і як розвивалася» (1922), «Нарис історії українського правопису до 1927 р.» (1929), «Українська граматика…» (1907), «Історія Персії та її письменства» (1923). У працях «Філологія і погодінська гіпотеза…» (1904), «Деякі непевні критерії для діалектологічної класифікації староруських рукописів» (1906), «Давньокиївський говір» (1906) спростував псевдонаукову шовіністичну теорію Погодіна — Соболевського про російський етнічний склад населення Києва і Київщини за часів Київської Русі та неавтохтонність на цій території українського етносу. Досліджував українські говори. Низку праць присвятив розвитку й нормалізації української мови. Був науковим редактором «Російсько-українського словника» у трьох томах (1924—1933). Кримського по праву вважають основоположником української орієнталістики. Написав багато праць зі сходознавства (досліджував історію, мову, літературу семітів, арабів, персів і тюрків). У 1941 р. був репресований, помер у в'язниці.
Микола Кузьмович Грунський (1872—1951) — професор Київського університету (у 1919—1920 рр. був ректором). Досліджував походження старослов'янського письма, мову давніх пам'яток старослов'янської писемності, історію слов'янських мов. Відомими є такі його праці: «Пам'ятки і питання давньослов'янської писемності» у двох томах (1904—1906), «Нариси з історії розробки синтаксису слов'янських мов» у двох томах (1910—1911), «Білоруська мова в її минулому та сучасному вивченні» (1930), «Граматика давньоцерковнослов'янської мови» (1906), «Українська граматика» (1918), «Вступ до слов'янського мовознавства» (1941), «Українська мова» (1926; у співавторстві з Г. Сабалдирем) та ін. У статті «Основи та проблеми сучасної лінгвістики» зробив критичний огляд тогочасних мовознавчих концепцій з позицій порівняльно-історичного мовознавства.
Михайло Якович Калинович (1888—1949) — відомий мовознавець, літературознавець і перекладач, академік АН УРСР з 1939 р., професор Київського університету. Викладав вступ до мовознавства, порівняльну граматику індоєвропейських мов, санскрит, готську мову, історію давньої індійської літератури. У 1930—1944 рр. очолював Інститут мовознавства Академії наук і відділ загального мовознавства в цьому ж інституті до 1949 р. Найбільше прислужився українському словникарству: був головним редактором «Російсько-українського словника» (1948), автором багатьох публікацій з теорії та історії лексикографії. У «Вступі до мовознавства» (1940, перевидано 1947) вніс багато нового в теорію слова використавши матеріал різних європейських і південноазійських мов, чим заклав підґрунтя зіставної лексикології в нашому мовознавстві. Іншим об'єктом зацікавлень ученого була проблема походження мови («Походження мови», 1946).
Євген Костянтинович Тимченко (1866—1948) — один із організаторів Української академії наук, її дійсний член із 1919 р., член-кореспондент АН СРСР з 1929 р. Об'єктом його зацікавлень були питання української літературної мови, її історії. В «Українській граматиці» (1907, 2-е доповнене видання — 1917) детально описав фонетику, морфологію та словотвір української мови, а в «Курсі історії українського язика» (1927, 2-е доповнене видання — 1930) широко залучив матеріал слов'янських та інших індоєвропейських мов, діалектні дані і на цьому тлі розглянув історію української мови. Цінними є його дослідження з синтаксису відмінків української мови, результати яких викладено у працях «Функції генітива в південноруській мовній області» (1913), «Льокатив в українській мові» (1924), «Номінатив і датив в українській мові» (1925), «Вокатив і інструменталь в українській мові» (1926), «Акузатив в українській мові» (1928). Досліджував учений і проблеми діалектології, якій присвятив кілька праць, зокрема «Причинки до української діалектології» (1908) і «Одна діалектна особливість вживання морфеми ся» (1948).
Чи не найбільше відомий Тимченко як лексикограф. Він є співавтором і редактором першого «Історичного словника українського язика» (випуск 1, 1930; випуск 2, 1932), уклав «Русско-малоросский словарь» у двох томах (1897—1899), брав активну участь у підготовці «Словаря української мови» за редакцією Б. Грінченка (1907—1909).
Леонід Арсенійович Булаховський (1888—1961) — мовознавець, спеціаліст з українського, російського, слов'янського й загального мовознавства, перший голова Українського комітету славістів, дійсний член АН УРСР і член-кореспондент АН СРСР, директор Інституту мовознавства АН УРСР з 1944 до 1961 р.
У полі зору Булаховського були питання історії й теорії мовознавства; фонетика й лексика, морфологія й синтаксис, стилістика та історія української, російської та інших слов'янських мов, методика викладання мов. Дослідженням ученого притаманний синтез історії, мовознавства й літературознавства. Він написав майже 400 наукових праць. Перша друкована праця «До питання слов'янської кількості й наголосу» з'явилася в 1910 р., коли Булаховський був ще студентом.
Свої загальнолінгвістичні погляди Булаховський виклав у підручниках «Вступ до мовознавства» (російською мовою, 1953), «Нариси з загального мовознавства» (1955) і у праці «Виникнення і розвиток літературних мов» (1941—1947). Учений вніс багато нового у вивчення проблем семасіології і лексикології, в дослідження становлення і закономірності функціонування літературних мов. У численних публікаціях 50-х років Булаховський зробив вагомий внесок в утвердження порівняльно-історичного мовознавства.
Чимало праць дослідник присвятив вивченню української мови — лексики, морфології, синтаксису, стилістики, акцентології, орфографії, пунктуації, історичної граматики та історії літературної мови. Часто на матеріалі української мови вчений розв'язує загальнослов'янські проблеми. Його «Питання походження української мови» (1956), що відзначаються енциклопедичністю відомостей, до нашого часу вважаються найсоліднішим і найнадійнішим джерелом із цієї проблеми. Двотомний «Курс сучасної української літературної мови» (1951) за редакцією й участю Булаховського, дослідження мови українських письменників-класиків (Т. Шевченка, М. Рильського та ін.) дали підстави вважати вченого творцем лінгвістичної школи історії літературної мови і лінгвостилістики в Україні.
Неоціненний внесок його в русистику. «Курс російської літературної мови» (1935) — оригінальна праця за способом викладу, новизною трактування проблемних питань і за представленим у ньому матеріалом. Уперше у практиці вищої школи тут уведено розділ лексики, виділено в окремий розділ словотвір, наведено багатий матеріал з наголосу різних частин мови; в розділі про синтаксис викладено вчення про надфразові єдності. Можна твердити, що саме Булаховський заклав основи синтаксису зв'язного мовлення.
Книжка «Історичний коментарій до російської літературної мови» (1936) оригінальна тим, що автор вибрав ретроспективний спосіб аналізу мовних явищ: факти сучасної російської мови отримують своє пояснення в близькому і далекому минулому. Ця праця сприяла з'ясуванню історичного розвитку російської мови, осмисленню всіх сторін мовної структури.
У двотомній праці «Російська літературна мова першої половини XIX століття» (1941) досліджено стилістичні засоби (лексичні, фонетичні, морфологічні й синтаксичні) різних жанрів російської літературної мови. Ця праця вплинула на формування курсу російської літературної мови як окремої наукової дисципліни.
Булаховський досліджував й інші слов'янські мови: польську, чеську, болгарську, сербську, хорватську, словенську і македонську. Широке визнання отримали такі його праці, як «Про деякі питання і завдання вивчення слов'янських мов», «До історії взаємовідношень слов'янських літературних мов», «Дослідження в галузі граматичної аналогії і споріднених явищ (слов'янські атематичні дієслова)», «Слов'янські найменування птахів», «Граматична індукція в слов'янському відмінюванні», «Акцентологічний коментарій до польської мови», «Акцентологічний коментарій до чеської мови» та ін. Як зазначав російський мовознавець В. Ілліч-Світич, Булаховський «завершив побудову традиційної слов'янської акцентологічної концепції». Застосовуючи порівняльно-історичний метод, він прагнув охопити мовні явища всебічно, у всій їх складності [Иллич-Свитыч 1967].
Юрій Шевельов (1908—2002) славіст-мовознавець, історик української літератури, літературний і театральний критик, активний учасник наукового та культурного життя української еміґрації. Професор Гарвардського, Колумбійського університетів. Іноземний член НАН України (1991). 1949 — доктор філософії. Президент УВАН у 1959—1961 та 1981—1986 роках. Член Американського лінгвістичного товариства, Польського інституту мистецтв і науки в США. Почесний доктор Альбертського, Лундського, Харківського університетів та Києво-Могилянської академії. Головний редактор журналу «Сучасність». Автор 17 книг та низки фундаментальних наукових праць, зокрема: «Нарис сучасної української мови» (1951), «Передісторія слов'янської мови: історична фонологія загальнослов'янської мови» (1965), «Історична фонологія української мови» (1979).
Олександр Савич Мельничук (1921—1997) — академік АН України, член-кореспондент АН СРСР, теоретик мовознавства. Автор праць із загального та індоєвропейського мовознавства, славістики, української та російської мов. Найважливішими з них є «Розвиток структури слов'янського речення» (1966), «Про роль мислення у формуванні структури мови» (1966), «Поняття системи і структури мови» (1970), «Про генезу індоєвропейського вокалізму» (1979), «Про мову Київського літопису XII століття» (1983). Крім цього, Мельничук є співавтором і редактором праць «Вступ до порівняльно-історичного вивчення слов'янських мов» (1966), «Сучасна українська літературна мова. Синтаксис» (1972), «Сучасне зарубіжне мовознавство» (1983), «Історична типологія слов'янських мов» (1986) та ін. Керував підготовкою фундаментального семитомного «Етимологічного словника української мови», створив школу українських етимологів. «У своїх дослідженнях він ішов шляхом дедалі ширших узагальнень від праць, пов'язаних безпосередньо з синхронічною україністикою, до етимологічних і загальнолінгвістичних, від загальнославістичних до загальноіндоєвропеїстичних для того, щоб закінчити, на превеликий жаль, не вивершеною серією досліджень, у яких ставилося й аргументовувалося положення про спорідненість усіх мов світу» [Ткаченко 2001: 6].
Новим було бачення Мельничука філософських проблем мовознавства, зокрема таких, як мова і мислення, система і структура мови, мова як знакова система. Багато уваги вчений приділив питанню розвитку мови. У статті «Розвиток мови як реальної системи» (1981) та в інших працях розвиток мови розглядає через призму її системності й доходить таких висновків: 1) мова еволюціонує поступово (не стрибкоподібно), не порушуючи рівноваги системи; 2) якщо мовні зміни приводять до посилення системності, то мова прогресує, а якщо до послаблення — регресує; 3) прогрес мови — це зростання її можливостей виражати новий зміст; 4) причини мовних змін можуть бути свідомими (пов'язані з розвитком соціуму) і несвідомими (які мають психолінгвістичну природу); прикладом перших є пуризм; 5) потужним чинником розвитку мови є мислення, при цьому роль мислення на різних етапах розвитку мови є неоднаковою: «[…] у процесі історичної взаємодії між мисленням і структурою мови загальний вплив мислення на мовну структуру поступово посилюється, у той час як зворотний вплив структури мови на мислення відповідно послаблюється».
Будучи теоретиком порівняльно-історичного мовознавства, Мельничук, як і Шлейхер, переконаний в реальності реконструйованих мовних праформ, тому він залучав до ширших порівнянь не тільки зафіксовані писемністю форми, а й реконструйовані. Це дало йому змогу вийти за межі окремих мовних родин, поглибити доісторичну перспективу мовознавства і висунути ідею спорідненості усіх мов світу, їхнього походження від єдиної прамови людства, про що йдеться в його фундаментальній праці «Про всезагальну спорідненість мов світу» (1991).
Учений сформулював п'ять принципів порівняльно-історичного дослідження мов: 1) необов'язковість встановлення відповідності між голосними в коренях слів; 2) встановлення відповідностей не між ізольованими приголосними, а між групами приголосних; 3) встановлення відповідностей із допущенням можливості метатези приголосних кореня; 4) встановлення відповідностей між формами з різними інфіксами й формами без них; 5) встановлення семантичних паралелей із урахуванням можливості розходження значень.
Мельничук був теоретиком і в галузі україністики та славістики. У монографії «Розвиток структури слов'янського речення» він детально простежив еволюцію речення в слов'янських мовах від найдавніших часів до наших днів, а в академічному підручнику «Сучасна українська літературна мова. Синтаксис» дав ґрунтовний опис синтагматичного членування українського речення.
Зарицький Микола Степанович (нар. 30 травня 1921 р.) — мовознавець, педагог, спеціаліст у галузі загального мовознавства, словотвору, лексикології, історії російської, української, інших слов'янських мов, психолінгвістики, лінгводидактики, теорії перекладу. Кандидат філологічних наук (1962), доцент (1966), професор (2001). М. С. Зарицький — автор понад 100 друкованих праць, 8 монографій, підручників і навчальних посібників (із грифом Мінвузу та МОН) з мовознавства, методики навчання, стилістики, теорії і практики перекладу, термінознавства; організатор і доповідач численних республіканських, всесоюзних, міжнародних наукових конференцій. Протягом багатьох років — член Вченої ради Київського університету, Вченої ради факультету, спецрад із захисту дисертацій у КДУ, Інституті мовознавства АН УРСР, член редколегій багатьох фахових видань, НМК з вищої філологічної освіти Мінвузу СРСР (понад 10 років).